# أيزومالتوز
الأيزومالتوز(بالإنجليزية: Isomaltose)‏ هو سكر ثنائي يشبه المالتوز في التركيب حيث يتكون من جزيئين من α-D-غلوكوبيرانوز لكن يختلف عنه في الرابطة بينهما حيث يرتبطان في الأيزومالتوز برابطة غليكوسيدية α 1-6 بدلاً من α 1-4 في المالتوز. وهو سكر مختزل يتميز بالتدوير المتبدل لامتلاكه ذرة كربون أنوميرية.
يمكن الحصول على الأيزومالتوز بعدة طرق منها عن طريق حلمهة إنزيمية لبعض عديدات السكاريد مثل النشا، والديكستران، وكذلك بواسطة معاملة شراب عالي المالتوز بإنزيم ترانسغلوكوزيداز.